# Silene coronaria

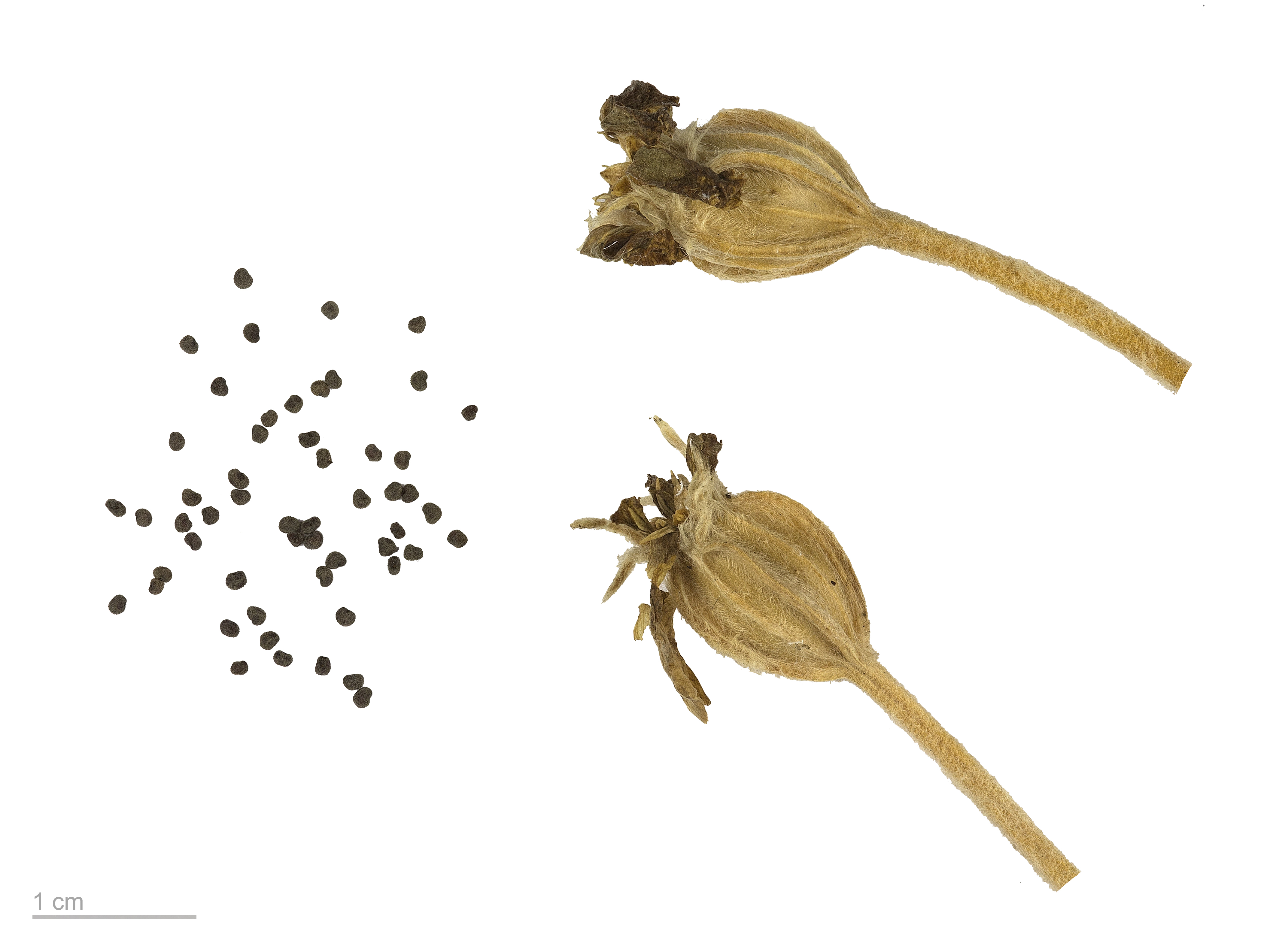
Lychnis coronaria

Silene coronaria là loài thực vật có hoa thuộc họ Cẩm chướng. Loài này được (Desr.) Clairv. ex Rchb. miêu tả khoa học đầu tiên năm 1832.